# Cropia ruthaea
Cropia ruthaea är en fjärilsart som beskrevs av Dyar 1910. Cropia ruthaea ingår i släktet Cropia och familjen nattflyn. Inga underarter finns listade i Catalogue of Life.